# Langues dardes
Les langues dardes ou dardiques constituent une sous-famille du rameau indo-aryen des langues indo-iraniennes. Ces langues sont parlées dans les régions montagneuses de l'Hindou Kouch, en Afghanistan et au Cachemire. L'émergence historique des langues dardes par rapport aux autres langues indo-iraniennes reste difficile à apprécier.

## Liste des langues

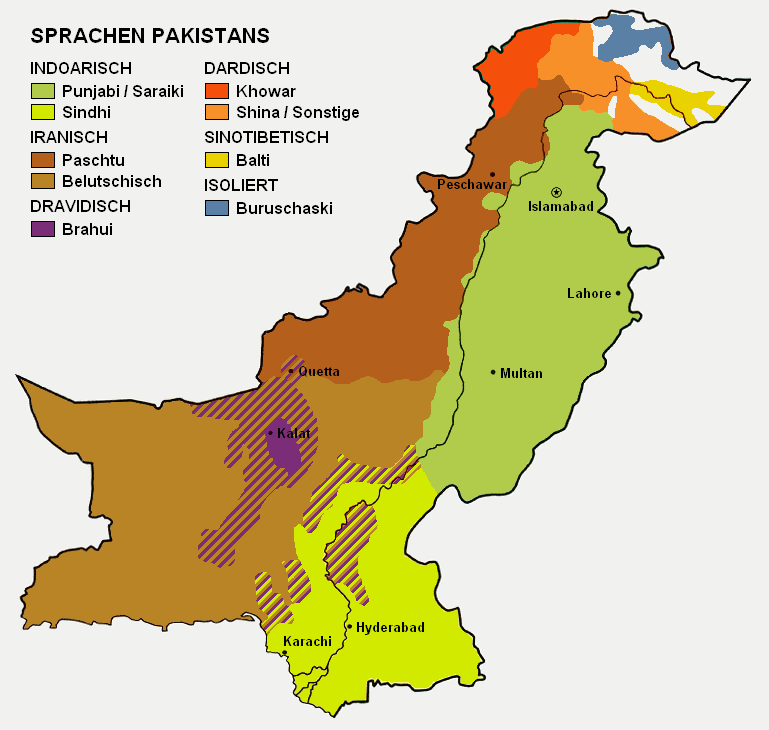
Le khowar, en rouge, et les autres langues dardes, en orange, au Pakistan

On compte parmi les langues dardiques :
- le dameli
- le domaaki (en)
- le gawar-bati
- le kalasha
- le kashmiri
- le katarqalai (en) ou wotapuri
- le khowar
- le kohistani de Kalam ou kalami
- le kohistani de l'Indus ou mayã
- le ningalami (en)
- le pashai
- le phalura
- le sawi
- le shina
- le brokskat
- le shumashti (en)
- l’ushojo.